# Lacoma (Exmoor)
Lacoma ist ein verlassenes mittelalterliches Dorf im Exmoor in Norden von Devon. Es steht unter Denkmalschutz und befindet sich innerhalb der Grenzen des Exmoor-Nationalparks.

## Toponymie
Der Name Lacoma ist möglicherweise eine Verkürzung von Lank Combe.

## Beschreibung
Aus den Familienunterlagen der Doones of Braemuir geht hervor, dass Ensor, ein lästiger Sohn von James Stewart, Lord Doune, 1616 aus Schottland ins Exil nach Exmoor vertrieben wurde, wo er bis zu seinem Tod im Jahr 1684 unter dem Namen Doone lebte und vier Söhne zeugte, die ihrerseits uneheliche Kinder hatten. Das Treiben der Familie auf Exmoor war „nicht friedlich“, und sie wurde 1699 nach Schottland zurückgerufen.
Der Ort ist im Heritage at Risk Register von Historic England als „Badgworthy deserted medieval village, Doone’s Houses“ aufgeführt.